# 틸리 라우엔스테인
틸리 라우엔스테인(Tilly Lauenstein, 1915년 7월 28일 ~ 2002년 5월 8일)은 독일의 성우, 연극 배우, 영화배우이다.
바트홈부르크포어데어회에에서 태어났으며 포츠담에서 사망하였다.

## 영화
- 나이트 타임 (1998년)
- 그로잉 업 7 (1987년)
- 전장의 로망스 (1985년)
- 장난꾸러기 4남매 (1984년)
- 세상에서 가장 오래된 직업 (1967, Le Plus Vieux Métier du monde)